# Maresi Bischoff-Hanft
Maresi Bischoff-Hanft (* 11. Januar 1931 als Maria Theresia Bischoff; † 22. November 2013) war eine deutsche Schauspielerin, Synchronsprecherin und Hörspielsprecherin.

## Karriere
Maresi Bischoff-Hanft spielte vor allem Theater und dort insbesondere Rollen in Theaterstücken für Kinder, so beispielsweise 1979 in Wolfram Lindenhorsts Adaption von Otfried Preußlers Der Räuber Hotzenplotz in Berlin, ebenfalls unter der Regie Lindenhorsts spielte Bischoff-Hanft 1980 in der Inszenierung von Astrid Lindgrens Pippi Langstrumpf im Theater für Junge Zuschauer, Berlin. 1984 spielte sie zudem in Johannes Ringels und Gudrun Bouchards Knall und Fall in Wesel.
Bischoff-Hanft war mit ihrer rauen und älter klingenden Stimme umfassend in der Film- und Fernsehsynchronisation tätig, wo sie seit den frühen 80er Jahren vor allem in Nebenrollen von Erfolgsserien, wie Rauchende Colts, Die Straßen von San Francisco, Dallas, Mord ist ihr Hobby oder Emergency Room – Die Notaufnahme, zu hören war. Maresi Bischoff-Hanft synchronisierte wiederkehrend Schauspielerinnen, wie Pat Crawford Brown, Angela Paton und Connie Sawyer. Im Hörspielbereich war sie in Gastrollen, wie in Geisterjäger John Sinclair, Dorian Hunter oder auch Point Whitmark, vertreten.

## Persönliches
Maresi Bischoff-Hanft war mit ihrem Schauspielkollegen Andreas Hanft verheiratet. Das Paar lebte zeitweise in Berlin-Lankwitz.
Am 22. November 2013 verstarb Maresi Bischoff-Hanft im Alter von 82 Jahren.

## Synchronisation (Auswahl)
Quelle: Deutsche Synchronkartei

### Spielfilme
- 1973: Mildred Dunnock als Mrs. LaCava in Ein Sommer ohne Jungs (Dt. 1993)
- 1981: Debra Duggan als Reporterin in Das Tal der Puppen
- 1990: Kathleen Hughes als Mutter Oberin in Revenge – Eine gefährliche Affäre
- 1992: Rochelle Olivier als Gretchen in Der Duft der Frauen
- 1997: Libby Geller als Spielwarenhändlerin in Good Will Hunting
- 2007: Margaret Jackman als Mrs. Brady in Control

### Serien
- 1994–1998: Alice Hirson als Lois Ellington in Ellen
- 2001: Sayuri Sadaoka als Yuzurihas Großmutter in X – Die Serie [Animation]
- 2008: Peggy Miley als Anna ‘Fat Fighters‘ in Little Britain USA
- 2009–2015: Mary Gillis als Mrs. Hagberg in Glee (Staffel 3)